# Parnassia wightiana
Parnassia wightiana är en benvedsväxtart som beskrevs av Nathaniel Wallich. Parnassia wightiana ingår i släktet Parnassia och familjen Celastraceae. Inga underarter finns listade.